# 瓦瑟 (密歇根州)
瓦瑟（英語：Vassar）是一個位於美國密歇根州土斯科拉縣的城市。

## 人口
根據2020年美國人口普查的數據，瓦瑟的面積為5.69平方千米，當中陸地面積為5.56平方千米，而水域面積為0.12平方千米。當地共有人口2727人，而人口密度為每平方千米479人。